# Großer Kornigl
Der Große Kornigl oder Spitzner Kornigl (italienisch Cornicolo) ist ein 2418 m s.l.m. hoher Berg im Ilmenkamm der Ortler-Alpen zwischen dem Kleinen Kornigl und der Schöngrubspitze.

## Name
Obwohl eigentlich höher als sein Nachbar, scheint der Große Kornigl in der Literatur gelegentlich auch selbst als Kleiner Kornigl auf, da er vom nahegelegenen Proveis aus niedriger erscheint. Kornigl ist eine eingedeutschte Verbindung des lateinischen cornu mit dem Diminutivsuffix -iculu und bedeutet Hörnchen. Der Namenszusatz Spitzner leitet sich von der nordseitig gelegenen Alm Spitzen ab.

## Lage und Umgebung
Der Große Kornigl befindet sich am östlichen Ende des Bergkamms, der das Ultental vom Deutschnonsberg in Südtirol (Italien) trennt. Richtung Südosten zum Hofmahdjoch hin ist nur noch der Kleine Kornigl vorgelagert. Die Hänge, die nach Norden und Westen hin abfallen, gehören zum Gebiet der Gemeinde Ulten, die Ostflanke zu jenem der Gemeinde St. Pankraz. Die Südseite des Berges, die von den nach Südosten zum Kleinen Kornigl und nach Südwesten zur Schöngrubspitze führenden Graten begrenzt wird, liegt in Laurein.

## Anstiege
Auf den Großen Kornigl führt kein markierter Weg, dennoch kann er von zwei Seiten erreicht werden. Zum einen kann man beim Anstieg zum Kleinen Kornigl auf dem Grat, der die beiden Gipfel verbindet, zum Großen Kornigl hin abzweigen und den Gipfel über einen teilweise sehr ausgesetzten Pfad erreichen; zum anderen führt eine Skiroute auf den Grat zwischen Großem Kornigl und Schöngrubspitze, der problemlos zum Gipfel weiterverfolgt werden kann.

## Karte
- Meran und Umgebung, Blatt 53, 1:50.000, Kompass Karten